# 홍국영 (드라마)
《홍국영》은 MBC에서 2001년 3월 26일부터 2001년 8월 7일까지 방영된 월화 드라마이다.
이 드라마는 홍국영의 일대기를 그린 작품으로 지나치게 현대적 분위기에다 자주 연출되는 무협 장면도 극의 사실성을 훼손한다는 지적이 있었다. 또한 높은 인기를 누리고 있던 SBS 《여인천하》에 밀려 4~5%대의 저조한 시청률에 머물자 50부작에서 10회를 축소한 40부작으로 조기 종영되었다.

## 등장 인물

### 주요 인물
- 김상경 : 홍국영 역
- 정웅인 : 정후겸 역
- 이태란 : 서은주 역
- 정소영 : 우여옥 역
- 최불암 : 영조 역
- 정재곤 : 정조 역
- 유혜리 : 화완옹주 역

### 그 외 인물
- 김용건 : 우동지 역
- 현석 : 문 도인 역
- 염현희 : 정순왕후 역
- 박광남 : 홍봉한 역
- 박영태 : 홍인한 역
- 나성균 : 홍낙춘 역
- 김용선
- 박종설
- 이도련
- 박상조 : 김상복 역
- 김호영
- 신국
- 김형자 : 정후겸 생모 역
- 홍순창
- 한규희 : 동궁 내관 역
- 전국근
- 김기진
- 남영진 : 정석달 역
- 전인택 : 육손이 역
- 박병훈
- 정한헌
- 이경순
- 이상숙 : 혜경궁 홍씨 역
- 정선일 : 정민시 역
- 이동신 : 서명선 역
- 신승주
- 김세형
- 서승만
- 정수형 : 김구주 역
- 오현섭
- 김민석
- 신소미
- 박희진
- 김용태
- 최세환
- 김철기
- 백종헌
- 송기윤
- 송성희
- 문보연
- 이지수
- 이정민
- 문보현
- 김미희 : 정후겸의 처
- 권인선
- 윤진영
- 도지영
- 이애정 : 원빈 홍씨,홍국영의 동생-고주연 아역

## 참고 사항
- 서은주 역의 이태란은 동시간대 방영한 《여인천하》의 캐스팅 제의를 거절한 바 있다.[3]
- 정소영이 맡은 우여옥 역은 캐스팅에 어려움을 겪었는데 최진실, 김지수 등이 물망에 올랐으나 사정을 들어 불발됐다.[4]

## 논란
정웅인은 서승만이 이 드라마에 캐스팅되자 대학 선배인 서승만에게 "희극 배우 주제에 내 드라마에 출연하지 마라"라고 윽박을 질렀다. 이에 서승만은 "극본 작가님께서 캐스팅하신 것을 우리가 하라마라 할 수는 없는 것이다."로 일축했다.